# Авельян, Элисабет
Элисабет Авелья́н Велос (исп. Elizabeth Avellán Veloz; род. 8 ноября 1960 года) — венесуэло-американский кинопродюсер.

## Жизнь и карьера
Элисабет Авельян родилась в Каракасе, Венесуэла. Её дед, Гонсало Велос Мансера, создал первую частную собственную венесуэльскую телестанцию «Телевисия» (исп. Televisia). Ещё подростком в возрасте тринадцати лет она переехала с семьёй в Хьюстон, США, где поступила в университет Райса.
Она является действующим сооснователем и вице-президентом «Troublemaker Studios», кинокомпания, которую она и её бывший муж Роберт Родригес основали в 2000 году. Авельян была также исполнительным продюсером «In and Out of Focus», документального фильма, в котором говорится о балансе между материнством и карьерой в кинобизнесе.

## Личная жизнь
В 1990 году она вышла замуж за Родригеса, у пары появилось пять детей: сыновья Рокет Валентин (исп. Rocket Valentin; род. 14 сентября 1995), Расер Максимильяно (исп. Racer Maximilliano; род. 16 апреля 1997), Ребель Антонио (исп. Rebel Antonio; род. 1 апреля 1999), Роге Хоакин (исп. Rogue Joaquin; род. 2004) и дочь Рианнон Элисабет (исп. Rhiannon Elizabeth; род. 10 сентября 2005). В апреле 2006 года Авельян и Родригес объявили о планах разойтись после шестнадцати лет брака, и с тех пор они разведены.

## Фильмография
| Год  | Название                                          | Оригинальное название                          | Продюсер | Актриса | Другое |
| ---- | ------------------------------------------------- | ---------------------------------------------- | -------- | ------- | ------ |
| 1992 | «Музыкант»                                        | El Mariachi                                    | Да       |         | Да     |
| 1995 | «Отчаянный»                                       | Desperado                                      | Да       |         |        |
| 1996 | «От заката до рассвета»                           | From Dusk Till Dawn                            | Да       |         |        |
| 1998 | «Факультет»                                       | Faculty                                        | Да       |         |        |
| 1999 | «От заката до рассвета 2: Кровавые деньги Техаса» | From Dusk Till Dawn 2: Texas Blood Money       | Да       |         |        |
| 1999 | «От заката до рассвета 3: Дочь палача»            | From Dusk Till Dawn 3: The Hangman's Daughter  | Да       |         |        |
| 2001 | «Дети шпионов»                                    | Spy Kids                                       | Да       |         |        |
| 2002 | «Дети шпионов 2: Остров несбывшихся надежд»       | Spy Kids 2: The Island of Lost Dreams          | Да       |         |        |
| 2003 | «Однажды в Мексике»                               | Once Upon a Time in Mexico                     | Да       |         |        |
| 2003 | «Дети шпионов 3: Игра окончена»                   | Spy Kids 3-D: Game Over                        | Да       |         |        |
| 2005 | «Город грехов»                                    | Sin City                                       | Да       |         |        |
| 2005 | «Приключения Шаркбоя и Лавы»                      | The Adventures of Sharkboy and Lavagirl in 3-D | Да       |         |        |
| 2005 | «Ночной экспресс»                                 | Secuestro Express                              | Да       |         |        |
| 2007 | «Грайндхаус»                                      | Grindhouse                                     | Да       |         |        |
| 2007 | «Доказательство смерти»                           | Death Proof                                    | Да       |         |        |
| 2007 | «Планета страха»                                  | Planet Terror                                  | Да       |         |        |
| 2009 | «Камень желаний»                                  | Shorts                                         | Да       | Да      |        |
| 2010 | «Мачете»                                          | Machete                                        | Да       |         |        |
| 2010 | «Хищники»                                         | Predators                                      | Да       |         |        |
| 2011 | «Дети шпионов 4D»                                 | Spy Kids: All the Time in the World            | Да       |         |        |
| 2013 | «Город грехов 2»                                  | Sin City 2                                     | Да       |         |        |